# گوارنه
گوارنه (به اسپانیایی: Guarne) یک سکونتگاه مسکونی در کلمبیا است که در Eastern Antioquia واقع شده‌است. در 24 کیلومتری شرق مدلین واقع شده است.

## خصوصیات
گوارنه ۴ کیلومترمربع مساحت دارد ۲٬۱۵۰ متر بالاتر از سطح دریا واقع شده‌است.